# Nyland
 For alternative betydninger, se Nyland (flertydig). (Se også artikler, som begynder med Nyland)
Nyland (finsk Uusimaa) er et landskap i Finland ved Den Finske Bugts nordlige kyst.
Landarealet er 9.099,27 km2. 1.783.165 indbyggere (31. december 2024), 196 per km2.

## Historie
Historisk har Nyland strakt sig fra Hangö-odden i vest til Kymmene älv i øst. Ved reformen af Finlands områdeinddeling 1998 blev området delt i to, Nyland og Östra Nyland. De to landskaber blev dog genforenet i 2011.

### Nutid
Det nuværende område Nyland dannedes 2011 og omfatter 26 kommuner, heraf 13 bykommuner (markeret med fed skrift):
| Finsk       | Svensk      |
| ----------- | ----------- |
| Askola      |             |
| Espoo       | Esbo        |
| Hanko       | Hangö       |
| Helsinki    | Helsingfors |
| Hyvinkää    | Hyvinge     |
| Inkoo       | Ingå        |
| Järvenpää   | Träskända   |
| Karkkila    | Högfors     |
| Kauniainen  | Grankulla   |
| Kerava      | Kervo       |
| Kirkkonummi | Kyrkslätt   |
| Lapinjärvi  | Lappträsk   |
| Lohja       | Lojo        |
| Loviisa     | Lovisa      |
| Mäntsälä    | Mäntsälä    |
| Myrskylä    | Mörskom     |
| Nurmijärvi  | Nurmijärvi  |
| Pornainen   | Borgnäs     |
| Porvoo      | Borgå       |
| Pukilla     |             |
| Raasepori   | Raseborg    |
| Sipoo       | Sibbo       |
| Siuntio     | Sjundeå     |
| Tuusula     | Tusby       |
| Vantaa      | Vanda       |
| Vihti       | Vichtis     |

## Geografi
Som et kuriosum eller trivia kan nævnes, at den længste afstand mellem landområdernes yderpunkter i Nyland - med Finlands hovedstad Helsinki - er på cirka 217 kilometer, nogenlunde samme afstand som i Region Hovedstaden - med Danmarks hovedstad København - mellem det nordligste punkt i Nordsjælland og sydligste punkt på Bornholm. Landarealet er på 9.099,27 km2. Til sammenligning er landarealet af Danmark øst for Storebælt 9.622 km2, det samlede areal 9.788 km2. Der er 100 færre indbyggere per kvadratkilometer end i Danmark øst for Storebælt.